# KMyMoney
KMyMoney — программа финансового учёта (доходы, расходы, банковские счета, акции). Предназначена для частных лиц и малых предприятий. Программа доступна бесплатно для Linux, Solaris и др. ОС со средой рабочего стола KDE (или хотя бы с её основными библиотеками, такими как KDELibs). Распространяется на условиях GNU General Public License.

## Функциональные возможности
- Графический интерфейс пользователя
- Работа с несколькими пользовательскими счетами
- Работами с категориями (статьями) доходов и расходов
- Работа с получателями денег (payee)
- Многовалютный учёт
- Планирование регулярных платежей
- Учёт кредитных платежей
- Настраиваемые финансовые отчёты
- Импорт файлов данных из других финансовых систем QIF, GnuCash